# Neuillé-Pont-Pierre
Neuillé-Pont-Pierre – miejscowość i gmina we Francji, w Regionie Centralnym, w departamencie Indre i Loara.
Według danych na rok 1990 gminę zamieszkiwało 1560 osób, a gęstość zaludnienia wynosiła 40 osób/km² (wśród 1842 gmin Regionu Centralnego Neuillé-Pont-Pierre plasuje się na 255. miejscu pod względem liczby ludności, natomiast pod względem powierzchni na miejscu 186.).